# Bayannuur, Bayan-Ölgii
Bayannuur (tiếng Mông Cổ: Баяннуур) là một sum của tỉnh Bayan-Ölgii tại miền tây Mông Cổ. Vào năm 2014, dân số của sum là 4.794 người. Giống như các sum khác của Bayan-Ölgii, dân cư chủ yếu tại đây là người Kazakh.

## Địa lý
Sum có các ngọn núi trong dãy núi Altai. Điểm cao nhất là 4.200 mét (núi Tsambagarav), điểm thấp nhất là 1.420 mét (thung lũng sông Khovd). Hồ Bayan nằm trên địa bàn. Sum này nằm ở phía đông tỉnh lị Ölgii và có ranh giới với tỉnh Uvs.

### Khí hậu
Khu vực có khí hậu sa mạc lạnh. Nhiệt độ trung bình hàng năm trong khu vực là 2 °C. Tháng ấm nhất là tháng 7, khi nhiệt độ trung bình là 24 °C và lạnh nhất là tháng 1, với -22 °C. Lượng mưa trung bình hàng năm là 196 mm. Tháng mưa nhiều nhất là tháng 8, với lượng mưa trung bình 44 mm và khô nhất là tháng 3, với lượng mưa 2 mm.

## Kinh tế
Sum có một trường học, một bệnh viện và một trung tâm văn hóa-thương mại. Theo số liệu năm 2015, sum có hơn 120.000 đầu gia súc.